# 吉井川 (テレビドラマ)
『吉井川』（よしいかわ）は、TBS「ポーラテレビ小説」枠で1972年10月2日から1973年3月31日まで放送された連続テレビドラマである。カラー作品。全156回。

## 概要
「ポーラテレビ小説」第9作。棟田博の小説『美作ノ国吉井川』を原作として、明治期の津山を舞台に、吉井川の回漕問屋を継いだ若い女性主人公・村田りんが、鉄道開通による事業の危機などの時代背景の中で、健気に生き抜く様子を描いた作品。
主演は新人ではなく、既にこのシリーズ第7作の『ひまわりの道』にも出演経験のあった本阿弥周子が、オーディションで選ばれた。制作は、1972年8月25日のロケーション撮影から始まり、9月4日以降はスタジオ収録が行なわれた。ドラマ中盤のヤマ場とされた吉井川の氾濫の場面のスタジオ収録では、冬場であったにもかかわらず、本阿弥が激流を泳ぐ場面が寒中水泳さながらに撮影された。
小室等は、この作品で初めて、テレビドラマの音楽を手がけた。

## キャスト
- 村田りん ……………… 本阿弥周子
- 村田りん（子役） …… 館野令子
- 倉持壮二郎 …………… 溝口舜亮
- 弥兵衛 ………………… 宮口精二
- すま …………………… 磯村千花子
- 大船頭仁吉 …………… 前田吟
- 兵庫屋番頭忠吉 ……… 北見治一
- 十吉 …………………… 高松しげお
- 石黒清吾 ……………… 塚本信夫
- 兵庫屋ツタ …………… 伊藤栄子
- 長叉佐介 ……………… 岸田森
- 喜乃 …………………… 清水良英
- 小天狗 ………………… 伊藤正次
- 大黒屋幸助 …………… 財津一郎
- 兵庫屋庄右ヱ門 ……… 原保美
- 片帆の孫七 …………… 佐藤允
- 船大工市兵衛 ………… 花沢徳衛
- タエ …………………… 大田黒久美
- 新兵庫屋政五郎 ……… 森幹太
- 古市新八 ……………… 村松克巳
- 捨吉 …………………… 新倉博
- 矢村精之 ……………… 渡辺晃三
- ナレーション ………… 細川俊之

## スタッフ
- 脚本：山田正弘[1]
- 音楽：小室等[1]
- 演出 : 坂崎彰、福田新一、豊原隆太郎、和田旭、竹之下寛次
- プロデューサー：高橋一郎[2]